# Стара прісноводна криниця з цілиною
Стара прісноводна криниця з цілиною — комплексна пам'ятка природи місцевого значення. Об'єкт розташований на території Бердянського району Запорізької області, околиця села Калайтанівка, у правого берега річки Берда.
Площа — 15 га, статус отриманий у 1984 році.

## Галерея

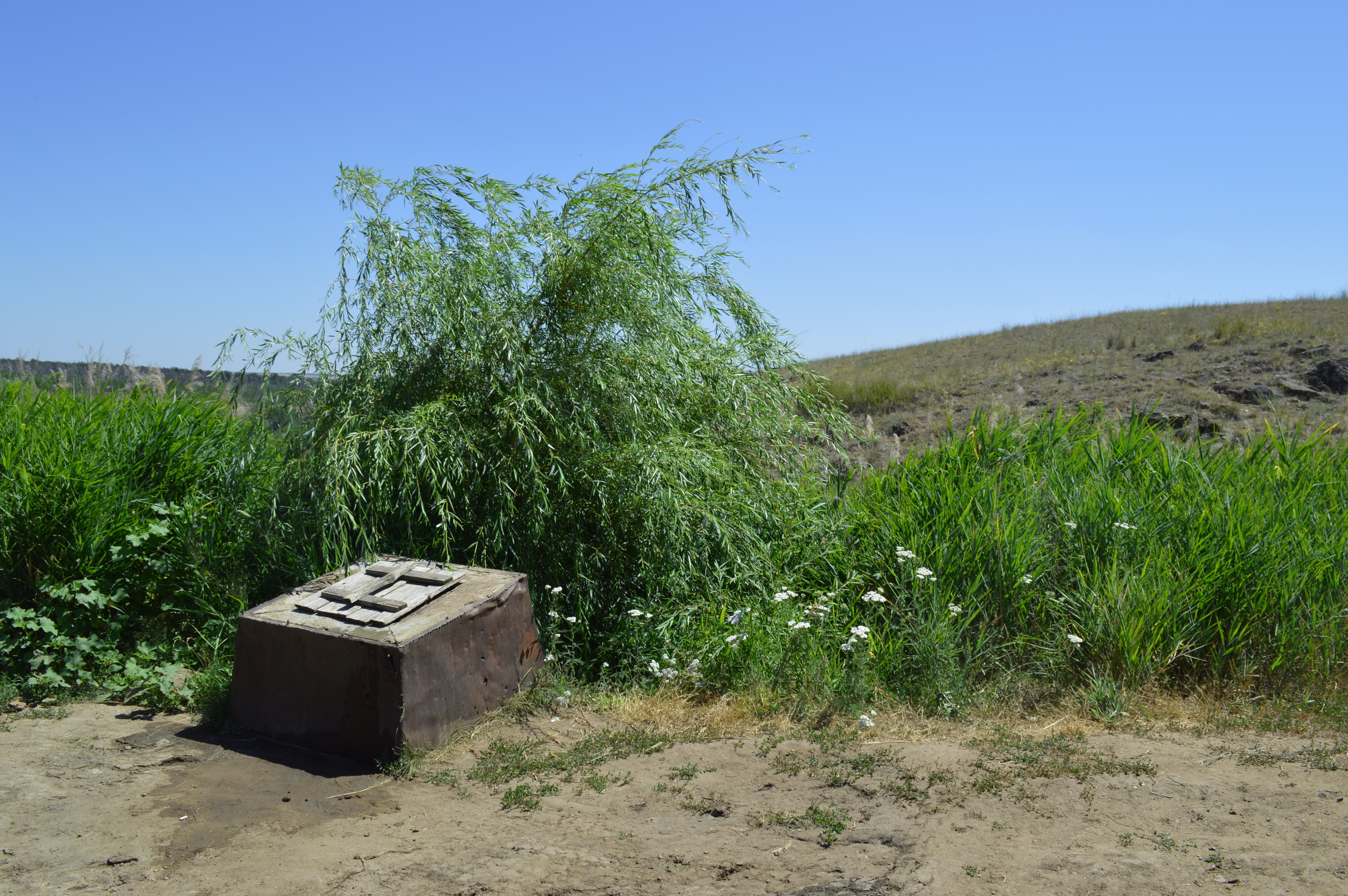
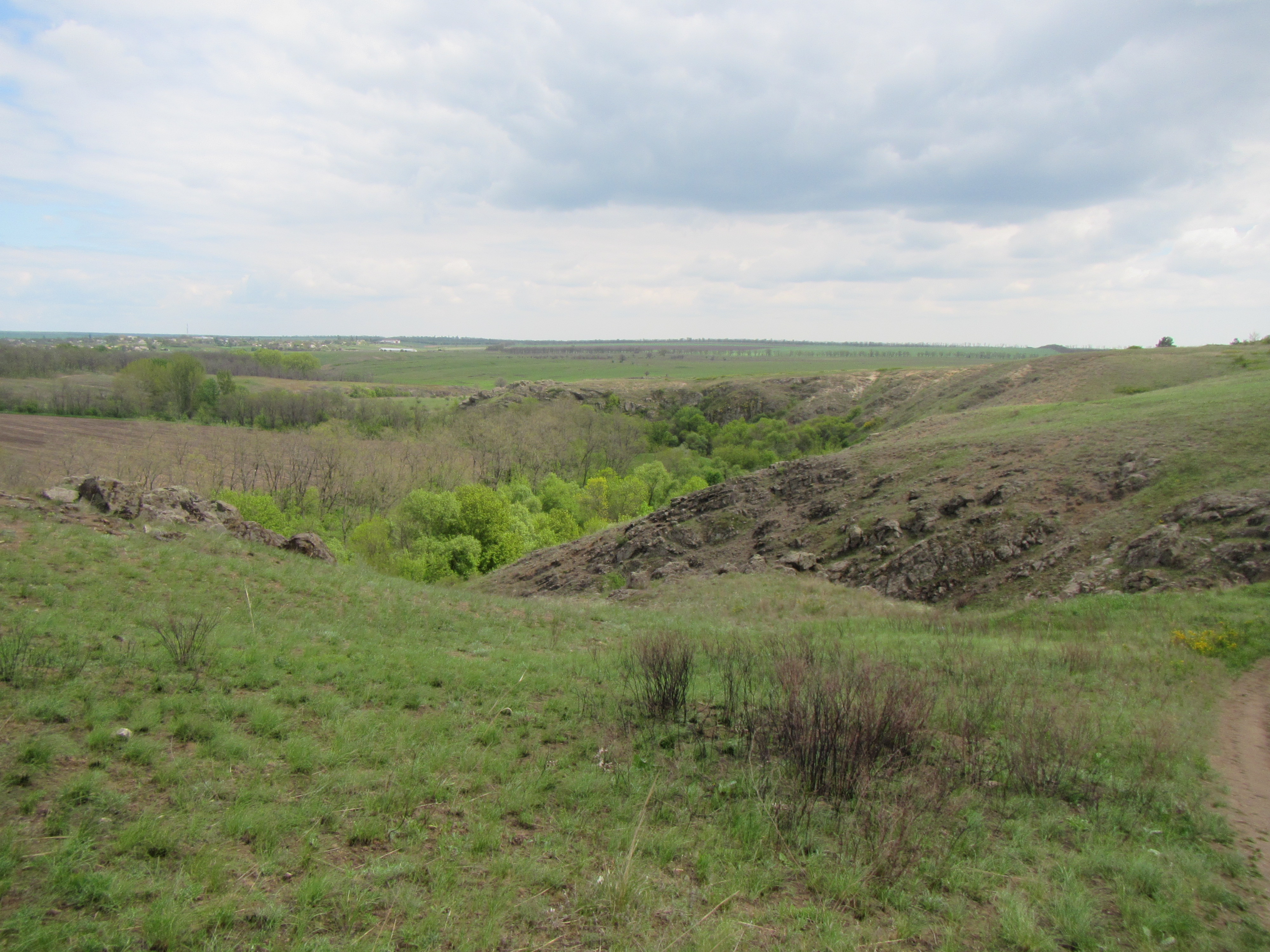
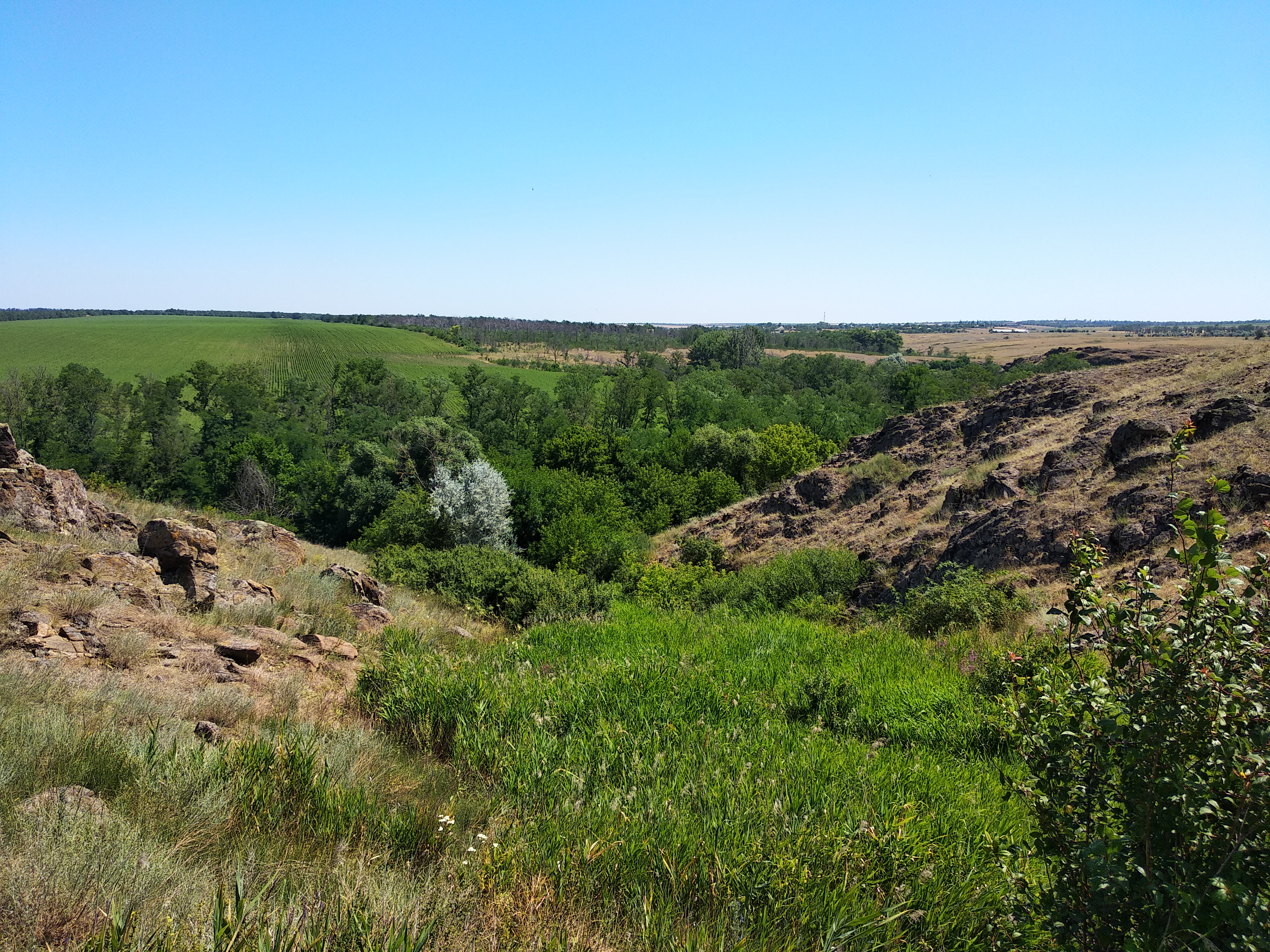